# 山形市立病院済生館
山形市立病院済生館（やまがたしりつびょういんさいせいかん）は、山形県山形市にある医療機関。山形市立済生館条例（昭和41年12月21日条例第52号）により設置された、山形市が運営する病院である。

## 概要
1873年6月に天童村（現：天童市）創設された私立病院を起源とする。済生館の命名は三条実美である。
1904年4月、病院施設が山形市に移譲され、山形市立病院済生館となる。またその際、管理者の呼称を院長から館長に改めた。
1992年7月、現在地に所在した旧病院が老朽化したことや、医療設備等を刷新することを目的に病院区域を拡張し整備を進めた第一期工事が完工。同年10月、地上12階、地下2階からなる新病院が開院した。1994年には、立体駐車場、公共駐輪場、親水空間などを整備した第二期工事が完工。同年10月、新病院新築落成式を挙行した。
村山二次保健医療圏における地域医療支援病院の承認を受けるほか、地域がん診療連携拠点病院、エイズ治療拠点病院、災害拠点病院の指定を受ける。
山形市は2023年2月8日、2030年度に現在の建物が法定耐用年数を迎える事から、現在の敷地内に新病院を建設する方針を明らかにした。新病院の建設は、山形市が所有する大沼旧山形本店の解体と合わせて実施される「七日町一丁目再開発計画」の一環で実施される。

## 診療科
- 消化器内科
- 呼吸器内科
- 循環器内科
- 内科、糖尿病・内分泌内科、腎臓内科、血液内科
- 神経内科
- 小児科
- 皮膚科
- 放射線科
- 外科、内視鏡外科、血管外科、乳腺外科
- 整形外科
- 脳神経外科
- 泌尿器科
- 産婦人科
- 眼科
- 耳鼻咽喉科
- 麻酔科
- 歯科・歯科口腔外科
- 臨床研修センター

## 医療機関の指定等
- 保険医療機関
- 救急告示医療機関
- 労災保険指定医療機関
- 指定自立支援医療機関（更生医療・育成医療・精神通院医療）
- 身体障害者福祉法指定医の配置されている医療機関
- 生活保護法指定医療機関
- 結核指定医療機関
- 指定養育医療機関
- 原子爆弾被害者医療指定医療機関
- 母体保護法指定医の配置されている医療機関
- 地域医療支援病院
- 災害拠点病院
- 臨床研修指定病院
- 地域がん診療連携拠点病院
- エイズ治療拠点病院
- 特定疾患治療研究事業委託医療機関
- DPC対象病院
- 小児慢性特定疾患治療研究事業委託医療機関

## 先進医療
- 超音波骨折治療法

## 関連施設
- 山形市立病院済生館高等看護学院

山形市立病院済生館高等看護学院設置条例（昭和41年12月21日条例第53号）により設置された看護師養成所（3年課程）である。住所は病院と同じである。

## 交通アクセス
- JR東日本山形駅より徒歩15分。
- 山形駅より山交バス（系統複数あり）で七日町下車、徒歩1分。または本町下車、徒歩5分。